# Yhoxian Medina
Yhoxian Medina (nacido en Caracas, Distrito Capital, Venezuela, el 11 de mayo de 1990) es un beisbolista profesional venezolano, que juega en las posiciones de Segunda base, Campocorto y Tercera base en la Liga Venezolana de Béisbol Profesional para los Leones del Caracas.

## Carrera en el béisbol
Ha jugado con las afiliaciones de los Indios de Cleveland

### 2012
El 20 de junio de 2012 debutó con AZL Indians de la Liga de Arizona (Arizona League). 	El 2 de agosto de 2012 lo suben a A de la Liga del Medio Oeste (Midwest League) con Lake County Captains.

### 2013
Para esta temporada jugaría tres ligas y tres equipos, el 26 de abril es subido a A+ de la Liga de Carolina (Carolina League) con el equipo Carolina Mudcats, el 30 de mayo es bajado a A de la Liga del Medio Oeste (Midwest League) con Lake County Captains y el 1 de septiembre de 2013, colabora en AAA en la Liga Internacional (International League) con Columbus Clippers.

### 2014
En la LVBP
El 19 de octubre de 2014, Yhoxian Medina, hizo su debut profesional con la organización de los Leones del Caracas, en un solo turno, tuvo un promedio de .000, es suplantado por un bateador emergente.

### 2015
el 11 de abril es subido a A+ de la Liga de Carolina (Carolina League) con el equipo Lynchburg Hillcats y el 31 de agosto de 2015 es subido a Doble A con el equipo Akron RubberDucks de la Liga del Este (Eastern League).
En la LVBP
El 10 de octubre de 2015, Yhoxian Medina, con la organización de los Leones del Caracas produce en 9 juegos, tuvo un promedio de .278, en 18 turnos, produciendo, 5 hit, 3 carreras anotadas, 2 carreras impulsadas y se ponchó en 4 turnos.

### 2016
el 11 de mayo de 2016 es subido a Triple A de la Liga Internacional (International League) con el equipo Columbus Clippers
En la LVBP